# Kalwaria w Jiřetínie pod Jedlovou

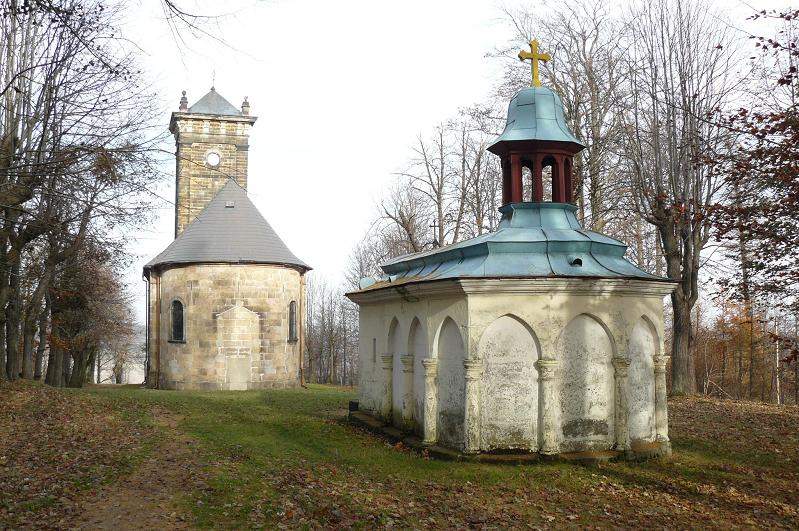
Górna część kalwarii

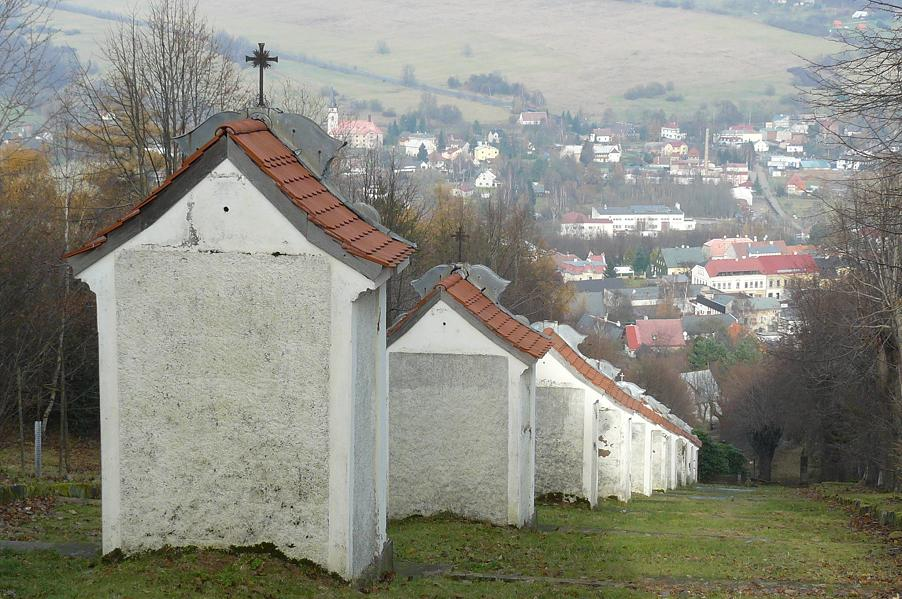
Stacje kalwarii i widok na miasto

Kalwaria w Jiřetínie pod Jedlovou – zabytkowe założenie kalwaryjne na Křížovej horze, nad miastem Jiřetín pod Jedlovou w Czechach.

## Legenda o powstaniu
Z powstaniem miejsca pielgrzymkowego na Křížovej horze wiąże się legenda. W XVIII wieku, w czasie kontrreformacji, protestanci zostali zmuszeni do opuszczenia tego rejonu Czech. Wśród wypędzanych, znalazło się m.in. siedmiu braci Dontów. Bracia ci woleli opuścić rodzinne strony niż przyjąć wyznanie katolickie – udali się więc do Niemiec. Pierwszej nocy podczas ucieczki przyśnił się im jednak identyczny sen. Objawił im się Jezus Chrystus, nawołujący ich do powrotu. Postanowili, że najmłodszy z nich, który i tak był ciężko chory, powróci do Jiřetína, przyjmie katolicyzm i będzie zarządzał mieniem ojca. Po powrocie chory postawił drewniany krzyż w rejonie obecnego ogrodu Oliwnego i cudownie wyzdrowiał. Wieść o tym rozniosła się po okolicy – ludzie zaczęli tutaj przybywać również modląc się o uzdrowienie.

## Historia i architektura
Jedenaście rokokowych stacji drogi krzyżowej, drewnianą kaplicę Podniesienia Krzyża Świętego oraz rokokowy Grób Pański polecił wybudować ksiądz Gottfried Liessner w 1759. Pierwotną drewnianą kaplicę zniszczył huragan w 1779, ale nie naruszył drewnianego, historycznego krzyża. W 1783 położono kamień węgielny pod obecną kaplicę szczytową. Ostatecznie wyświęcono ją w 1796 (wieżę dobudowano później, dzwony zamontowano w 1886).
Na początku drogi krzyżowej (dół) znajdują się rzeźby śpiących apostołów i Ogrójec z 1764 (św. Jan, św. Jakub i św. Piotr). W Ogrójcu anioł podaje kielich Jezusowi. Z lewej strony, na skraju lasu stoi rzeźba Jezusa z koroną cierniową z 1859 – motyw Ecce homo. Z zachodniej strony zbudowano rzeźbę Matki Boskiej (1869). Obok tryska niewielka studzienka. Zakończeniem założenia (góra) jest rokokowa kaplica grobu Jezusa.

## Własność
Całość założenia kalwaryjnego jest własnością gminy Jiřetín pod Jedlovou i od 1993 jest stopniowo rekonstruowane i odnawiane, łącznie z otaczającym kalwarię parkiem leśnym.
Droga prowadząca z Kalwarii wiedzie do centrum miasteczka gdzie znajduje się nowoczesny punkt informacyjny.